# Stannose
 Mise en garde médicale
La stannose est une pneumopathie et une pneumoconiose causée par l'exposition prolongée à des particules d'oxyde d'étain. Elle touche principalement les mineurs des mines contenant de l'antimoine ou de la stibine ou les ouvriers traitant des matériaux composés d'antimoine.

## Toxicité de l'étain et de ses dérivés
Cette stannose est souvent provoquée par l'inhalation excessive des fumées ou des poussières d'étain. Elle peut alors produire une réaction aiguë qui est désignée sous le terme de « fièvre des fondeurs ».
Des interdictions de certains produits ont été promulgés dans l'Union européenne.